# 莱茵河畔奥镇
莱茵河畔奥镇是德国巴登-符腾堡州的一个市镇。总面积13.29平方公里，总人口3340人，其中男性1651人，女性1689人（2011年12月31日），人口密度251人/平方公里。

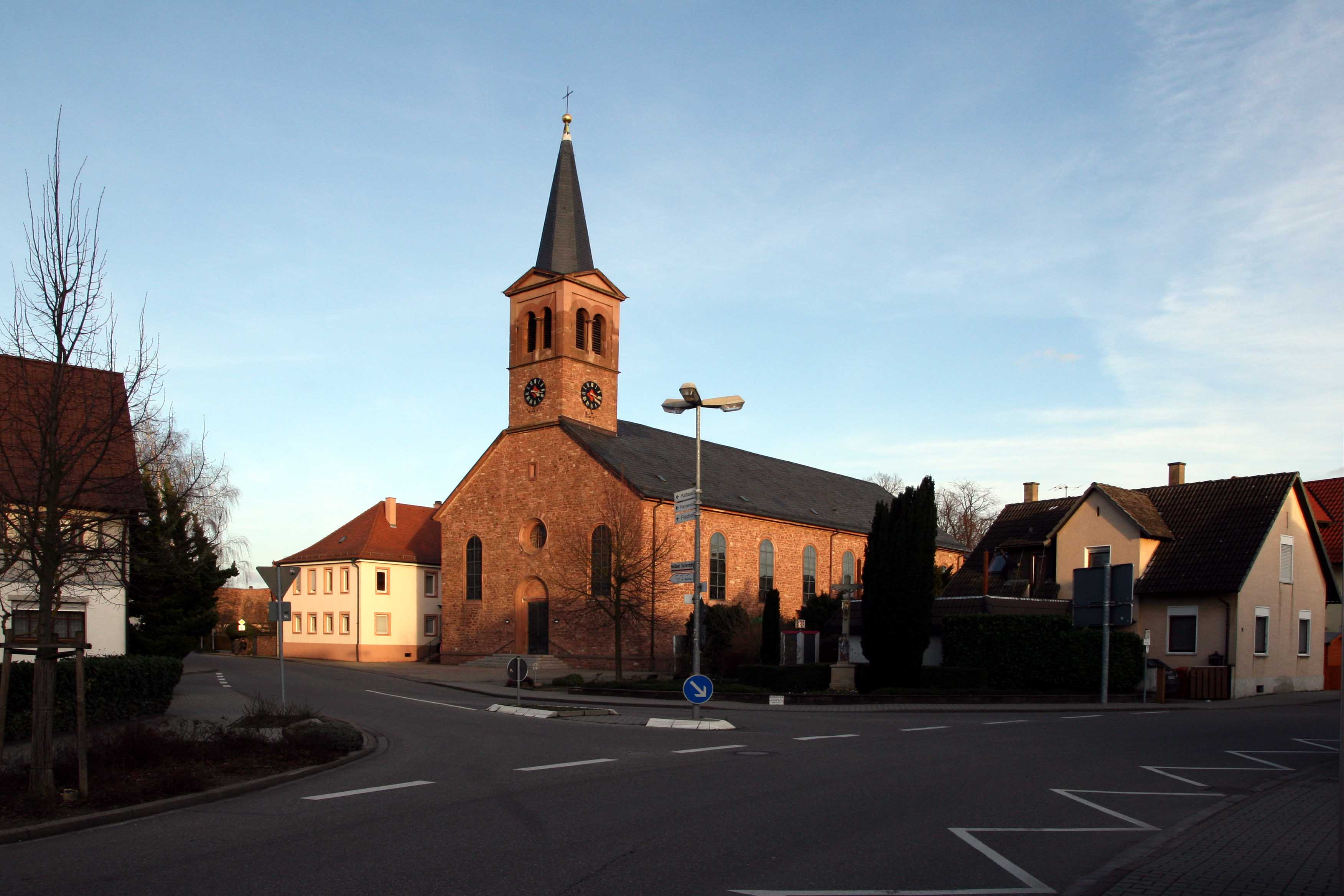
Au am Rhein